# Liber de temptatione cuiusdam monachi
Il Liber de temptatione cuiusdam monachi è l'autobiografia spirituale di Otlone di Sant'Emmerano ed è l'ultima opera da lui composta prima della morte, avvenuta intorno al 1070. A lungo tramandata in forma anonima, è ricondotta alla paternità di Otlone da Bernhard Pez, che pone così le premesse per la ricostruzione del suo profilo bio-bibliografico.

## Struttura e contenuto

### Struttura
L’opera si compone di due parti redatte in fasi e tempi diversi. La prima parte riproduce, con lievi ampliamenti e modifiche, il lungo racconto autobiografico già incluso nel De cursu spirituali: un monaco non precisato (clericus quidam), che corrisponde ovviamente all'autore, racconta dubbi e inquietudini del suo apprendistato monastico, esortando il lettore alla conversione. L’elenco delle tentazioni diaboliche si chiude con un colloquio risolutore con Dio. Nella seconda parte, il medesimo chierico ripercorre le tappe cruciali della sua vita di uomo e di scrittore, illustrando la genesi e le circostanze di composizione delle sue opere più significative. In chiusura allude alla sua attività di copista e calligrafo, fornendo un prezioso elenco di libri trascritti di suo pugno, fatto che ha permesso una conoscenza approfondita della scrittura di Otlone.

### Logica delle tentazioni diaboliche
L’elenco delle tentazioni diaboliche si presenta come un campionario di problemi della tradizione della filosofia platonica e neoplatonica, con tratti che a volte suggeriscono uno sviluppo in senso aristotelico. Tuttavia, la logica utilizzata dal diavolo per convincere Otlone dell’insensatezza del mondo è riconducibile alla tradizione monastica e alla ricca immaginazione di Otlone.

## Fonti

### Rapporto con S. Agostino
La struttura al contempo narrativa e dottrinale dell’opera rende inevitabile il confronto con le Confessiones di Agostino d'Ippona, in cui il santo narra il proprio percorso spirituale. Tuttavia il percorso dei due autori si differenzia fortemente per alcuni elementi.
Innanzitutto, il cammino di Agostino appare molto più fluido: in ogni svolta, in ogni tappa del percorso è implicita la direzione verso la conversione, la quale dà senso al cammino. Nella sua ricerca del senso del mondo, Agostino oscilla tra fede e ragione: fondamentali per lui sono i concetti di Trinità e Incarnazione che, attraverso lo strumento dell’analogia, sembrano in grado di dare un senso alla realtà (alla Trinità corrisponderebbero uomo, natura e storia; l’Incarnazione garantirebbe la possibilità dell’uomo di comprendere e comunicare).
Il cammino di Otlone è invece molto più arduo: a ogni passo, egli incespica, fallisce e ritenta, senza che si possa mai intravedere durante il tragitto la direzione della conversione. Nella sua ricerca di senso, Otlone si affida alla logica, riuscendo a volte a guadagnare uno sguardo superiore sul mosaico del mondo, tuttavia non riesce ancora ad ordinarne i tasselli. A minare l’elaborazione di un senso della realtà è l’assenza nel suo percorso dei concetti chiave di Agostino, ovvero l’analogia con la Trinità e con l’Incarnazione.
Serve un’alternativa alla razionalità, divenuta paralizzante, Otlone adotta così una soluzione che si potrebbe definire “mistica”, anche se in un senso diverso rispetto ad Agostino. Per rompere il labirinto dei pensieri, in cui si aggirano le pericolose tentazioni diaboliche, Otlone ricorre a delle figurae di Dio, presenti anche in altre sue opere: sole, calore, candela e fiume. 

### Autori interessati al tema delle tentazioni diaboliche
Otlone intrattiene interessanti rapporti con gli scrittori precedenti che si sono dedicati al tema delle tentazioni diaboliche.

#### Atanasio
Vescovo di Alessandria d’Egitto vissuto nel IV sec., nella sua Vita di Antonio narra l’esperienza dell’asceta ritiratosi nel deserto, ritenuto la dimora dei demoni, scacciati dal resto del mondo dall’avvento del cristianesimo. Secondo Atanasio essi non possono tentare l’uomo in modo diretto, ma solo indiretto: perciò ricorrono prima ai pensieri e, se non hanno successo passano poi alle fantasmagorie, cioè a immagini ingannevoli (donne, belve, ecc.) che insinuano nella mente della vittima.

#### Evagrio Pontico
Monaco greco della seconda metà del IV sec., diventa asceta nel deserto per osservare da vicino e comprendere al meglio la logica delle tentazioni diaboliche. Secondo Evangrio, il diavolo studia la vittima, cercando indizi su come tentarla più efficacemente. Per non lasciare brecce all’attacco diabolico, il monaco deve vigilare sui propri pensieri e custodirli attentamente. Nel caso di attacchi particolarmente violenti, Evangrio teorizza la “preghiera di fuoco”, una preghiera particolarmente breve e veemente, con cui il monaco mira a rompere il circolo vizioso dei propri pensieri, che rischia di farlo impazzire, attraverso la parola di Dio. È noto anche per la classificazione degli otto vizi capitali.

#### Cassiano
Monaco vissuto tra fine IV sec. e inizio V sec. Riproduce la dottrina di Evagrio, pur senza citarlo, in particolare la classificazione degli otto vizi e la preghiera di fuoco. Come strategia di difesa dalle tentazioni diaboliche suggerisce al fedele di osservare quale vizio lo incalzi maggiormente e di castigarlo con costanza. Lo invita inoltre a non abbassare mai la guardia, perché il demone sconfitto si ritira solo temporaneamente nell’attesa di scoprire una virtù momentaneamente trascurata e approfittare di quella breccia per tornare all’attacco.
Per Cassiano la mente umana è come un labirinto percorso da pensieri e figure diaboliche instillati dal diavolo tentatore; se vuole uscirne l’uomo deve studiarne la conformazione e affidarsi alla preghiera.

## Successione delle tentazioni in Otlone

### Disperazione del perdono di Dio
Il demone tenta di indurre Otlone a disperare del perdono di Dio: dal momento che è scritto che “a stento il giusto si salverà”, un uomo malvagio come lui crede forse di potersi meritare il perdono di Dio? Piuttosto che aspirare all’impossibile, farebbe meglio a concentrarsi su quello che può ottenere, gli consiglia perciò gli tornare sui suoi passi e abbandonare la scelta monastica.
Il monaco ascolta questo discorso disperato e non riesce a fare altro che piangere: le uniche difese che può opporre alla tentazione sono il pianto e la preghiera, secondo la tattica prescritta da Evagrio e ripresa da Cassiano. Segni di questa tentazione diabolica sono la nostalgia per le antiche abitudini e il desiderio di abbandonare la cella: il monaco deve reagire chiudendosi in essa senza abbandonarla per nessun motivo finché la tentazione non sia passata.
Segue un’obiezione di Otlone: il diavolo presenta una giustizia divina coerente alla lettera, sembra dunque che Dio sia subordinato all’esecuzione letterale della sua legge. Tuttavia se così fosse ne sarebbero sminuite le sue qualità di onnipotenza e misericordia.

### Blasfemia
Non essendo riuscito a indurre Otlone alla disperazione, il diavolo cerca di piegarlo al blasfema della giustizia divina, non ponendosi in atteggiamento ostile ma, anzi, mostrando di compatire le sofferenze del monaco, che sono invece ignorate da Dio. Se Dio sa tutto, perché non sostiene il monaco, che per amor suo ha abbandonato il mondo e da lungo tempo sopporta un incredibile tormento, nelle sue tribolazioni? Constata l’indifferenza di Dio, suggerisce al monaco di sopportare nei limiti delle sue capacità e di lasciar perdere pianto e preghiere, inutili perché il Creatore persevererà nella sua severità. Le affermazioni del diavolo sottolineano l’incoerenza tra disordine del mondo e onniscienza e onnipotenza di Dio; incoerenza che instilla nel monaco il dubbio dell’utilità di una vita di sacrifici ai fini della salvezza. Questo stesso conflitto logico può dare luogo a conclusioni diverse nei vari autori: se per Agostino e Abelardo l’esistenza del male contribuisce alla bellezza del mondo, per Otlone essa è il segno di una contraddizione insanabile, che pone da un lato un Dio onnisciente e onnipotente e dall’altra l’esistenza del caos e del male. Il diavolo prosegue la sua argomentazione dichiarando l’arbitrarietà della giustizia divina. Agostino risolve il problema dichiarando che, poiché di certo in Dio non risiede alcuna iniquità, se a volte l’uomo non può comprendere la sua giustizia non significa che essa sia arbitraria, ma imperscrutabile. Il fatto che a volte la sua giustizia non sia compresa dall’uomo non significa che essa sia arbitraria, ma semplicemente imperscrutabile.

### Alcuni inganni diabolici
Prima di introdurre l’ultima tentazione, Otlone racconta di alcuni inganni diabolici da lui subiti.

#### Primo inganno
Otlone narra di essere stato, per un lungo tempo, svegliato da un segnale fantasmatico prima del Mattutino. Inizialmente la ritiene un’opera divina per favorire la sua laboriosità, ma quando il segnale inizia a svegliarlo nel cuore della notte, in un’ora del tutto inopportuna, riconosce l’inganno demoniaco. Fine di tale inganno è produrre nel monaco una nausea dell’ascesi, rendendogliela più gravosa. Da questo inganno si nota come solo a posteriori il monaco riesca a intuire l’origine divina o diabolica del signum, deducendola dalle conseguenze prodotte su di lui.

#### Secondo inganno
Se il primo inganno colpiva l’immaginazione del monaco durante il dormiveglia, il secondo colpisce i suoi sensi fisici. Nonostante la buona salute e il sonno ristoratore, al momento di alzarsi Otlone si sente spesso colpito da una diffusa fiacchezza delle membra che lo incatena al letto, e lo distoglie dalle sue mansioni.
Si nota così come il diavolo si serva di tutti i livelli a cui può avere accesso: sensi fisici e immaginazione.
Il suo fine è provocare al monaco un grave affaticamento psicofisico che gli impedisca di svolgere i suoi compiti. Otlone allude poi ad altre tentazioni, a cui per grazia di Dio fu sempre strappato, di cui tuttavia non parlerà ai lettori per non annoiarli.
È possibile leggere questi due episodi narrati da Otlone sia come descrizione di un inganno sia in senso allegorico. Entrambi prevedono due poli: il letto, luogo del sonno, e la chiesa, luogo della preghiera. La difficoltà di alzarsi e il passo barcollante di Otlone dall’uno all’altro riflettono la sua difficoltà nello scegliere tra i due poli, ovvero il dubbio se valga la pena di compiere lo sforzo della vita monastica.

### Ultima tentazione di Otlone: dubbio radicale
Otlone presenta l’ultima tentazione, il dubbio sull’esistenza di Dio, come la più difficile da contrastare: se nelle altre egli aveva mantenuto un rifugio di speranza nelle Sacre Scritture, quest’ultima lo priva di ogni consolazione possibile, privandolo non solo dei sensi spirituali, ma anche di quelli fisici (vista e udito velati). Si tratta di una tentazione non comune per l’epoca: Otlone afferma di non aver mai letto né ascoltato nulla di simile da nessuno, motivo per cui ha timore di confidarsi perfino con i confratelli. Durante questi momenti di ottenebramento, Otlone sente il Diavolo sussurrargli all'orecchio il dubbio radicale. Il novizio, afflitto e prostrato, ha tuttavia la forza di obiettare, citando come prova dell’esistenza di Dio l’armonia e l’accordo di quanto affermato nelle Scritture ispirate da Dio, evento miracoloso e altrimenti inspiegabile. Il diavolo ribatte, questa volta furioso, dando dello stolto al monaco: poiché migliaia di uomini non si curano dei precetti e dei Libri sacri, è possibile che così tanti siano in errore? La non esistenza di Dio è inoltre provata ogni giorno dall'esperienza: gli uomini predicano la virtù ma nei fatti si comportano sempre diversamente; se Dio esistesse e fosse onnipotente, non permetterebbe che ti assalissero questi dubbi e queste crisi. Punto centrale dell’argomentazione è ancora l’incompatibilità tra il caos del mondo e l’onnipotenza divina. Il monaco, prostrato a terra, a stento pronuncia una breve e veemente preghiera (preghiera di fuoco): “Se sei qualcuno, Onnipotente […] allora ti supplico, mostra chi sei e cosa puoi strappandomi al più presto dai pericoli che mi minacciano, perché non riesco a sopportare oltre […]”. 

### Colloquio con Dio
A questo punto Dio accorre in aiuto del monaco, sotto forma di una voce ineffabile, insieme di rimprovero e di ardente preghiera. Essa smaschera il sistema con cui il tentatore intesse i suoi inganni: Il diavolo, ben sapendo sa che chiunque si rifugi in Dio può meritarsi il suo perdono e dunque la salvezza, cerca con ogni sorta di inganno di distogliere le sue vittime dalla fede, inducendole a disperare del perdono o addirittura a dubitare dell’esistenza di Dio. Perciò la voce incita il monaco a non essere quel tale di cui il salmista dice: Lo stolto pensa: “Non c’è Dio” (Salm 14 (13), 1): Ribalta così la tesi del diavolo, per cui lo stolto è colui che crede in Dio, mentre Dio mostra come in realtà sia stolto chi rinuncia a credere in lui, perdendo la possibilità di salvezza. Lo stesso caos del mondo, che per il diavolo è prova della non esistenza di Dio, appare ribaltata dall'opinione di autorevoli precedenti come Agostino e Rodolfo il Glabro, sostenitori della prova a contingentia mundi. Per entrambi il mondo, mutevole e non autosufficiente, dipende necessariamente da un essere creatore immutabile: Dio.
La dialettica può essere utile per difendersi dagli inganni diabolici, ma a sua volta può essere ingannevole, pretendendo di interpretare con criteri estrinseci e inadatti le Sacre Scritture. Se il labirinto ha luogo nella mente, per uscirne serve la fiamma che viene dal cuore. Come racconta Otlone, il colloquio con Dio dissipa la nebbia del dubbio e accende nel suo cuore una luce tale che in seguito non dovrà più sopportare le tenebre del dubbio; inizierà, anzi, a comprendere cose che prima non conosceva a sufficienza.

## Tradizione manoscritta
München, Bayerische Staatsbibliothek, Clm14756 ai ff. 62-111v.
Si tratta del manoscritto autografo che contiene anche il De spirituali doctrina. 

### Edizioni critiche
- S. GÄBE, Otloh von St. Emmeram «Liber de temptatione cuiusdam monachi». Untersuchung, kritische Edition und Übersetzung, Peter Lang, 1999.  È l’edizione più completa, che trascrive rigorosamente il dettato del codice autografo. Rispetto alle altre edizioni ha il pregio di mettere in rilievo gli elementi di prosa ritmata del testo e di mostrare l’evoluzione della prima sezione; registra in apparato le varianti. Rarissimi gli interventi correttivi.

- J. MABILLON, Anonymi monachi Ratisponiensis libellus de ipsius tentationibus, fortuna et scriptis.  È la prima edizione del testo, condotta sulla base del sopracitato manoscritto autografo, non ancora ricondotto alla paternità di Otlone da parte di Bernhard Pez.

- Othlonus monachus S. Emmerammi, Libellus de suis tentationibus, varia fortuna et scriptis in Patrologiae cursus completus. Series Latina, cur. J. P. MIGNE, 1853, 146, col. 27-61. Riporta il testo della prima edizione di Jean Mabillon.

### Traduzione italiana
- Otlone di Sant’Emmerano, Le tentazioni di un monaco, a cura di P. R. ROMANELLO, Mimesis Edizioni, 2007.

### Studi critici
- V. FRAVVENTURA, Othlo Sancti Emmerammi Ratisponiensis mon. in P. Chiesa – L. Castaldi, La trasmissione dei testi latini del Medioevo. Mediaeval Latin Texts and Their Transmission. Te.Tra. IV, SISMEL. Edizioni del Galluzzo, Firenze 2012, pp. 411-412.
- G. GERMANO, Autorità dei Classici e autorità dei Padri nel secolo XI: intellettuali del monastero di S. Emmerano in Ratisbona fra piacere della lettura e senso di colpa in Auctor et auctoritas in Latinis medii aevi litteris. Author and Authorship in Medieval Latin Literature. Proceedings of the VI Congress of the International Medieval Latin Committee (Benevento-Napoli, November 9-13, 2010), cur. E. D'Angelo - Jan M. Ziolkowski, SISMEL. Edizioni del Galluzzo, Firenze 2014, pp. XV-1256, 411-22.
- R. GRÉGOIRE, L'autobiografia monastica in L'autobiografia nel Medioevo. Atti del XXXIV Convegno storico internazionale. Todi, 12-15 ottobre 1997, Spoleto 1998, pp. X-352, 81-101.
- P. R. ROMANELLO, Il labirinto della storia. Logica delle tentazioni diaboliche in Otlone di Sant’Emmerano, Lubrina editore, Bergamo 1999.
- G. VINAY, Otlone di Sant’Emmeram. Ovvero l’autobiografia di un nevrotico in La storiografia altomedievale. Settimane di studio del centro italiano di studi sull’alto Medioevo, 17.: 10-16 aprile 1969, vol. 1, Spoleto 1970, pp. 13-37.